# Antonín Jednorožec
Antonín Jednorožec (22. srpna 1896 Tejnka – 24. srpna 1964 Praha) byl český stavitel a příležitostný architekt.

## Životopis
Narodil se v Tejnce, osadě pražské čtvrti Břevnov, do rodiny ševcovského pomocníka Františka Jednorožce a jeho manželky Marie, roz. Markové.
V letech 1931-1938 byl evidován mezi pražskými staviteli, bydlel  v  Praze XVIII. - Střešovicích v řadovém dvoupatrovém domě čp. 143 Na Petynce 106 a kancelář  měl  v Praze I.  na Příkopech 15.

## Dílo
Většinou stavěl rodinné domy a vily v Praze podle projektů jiných architektů, především jako člen Konsorcia architektů a stavitelů, například realizoval a vedl stavby architekta Jaroslava Vondráka na území současné Prahy 6:

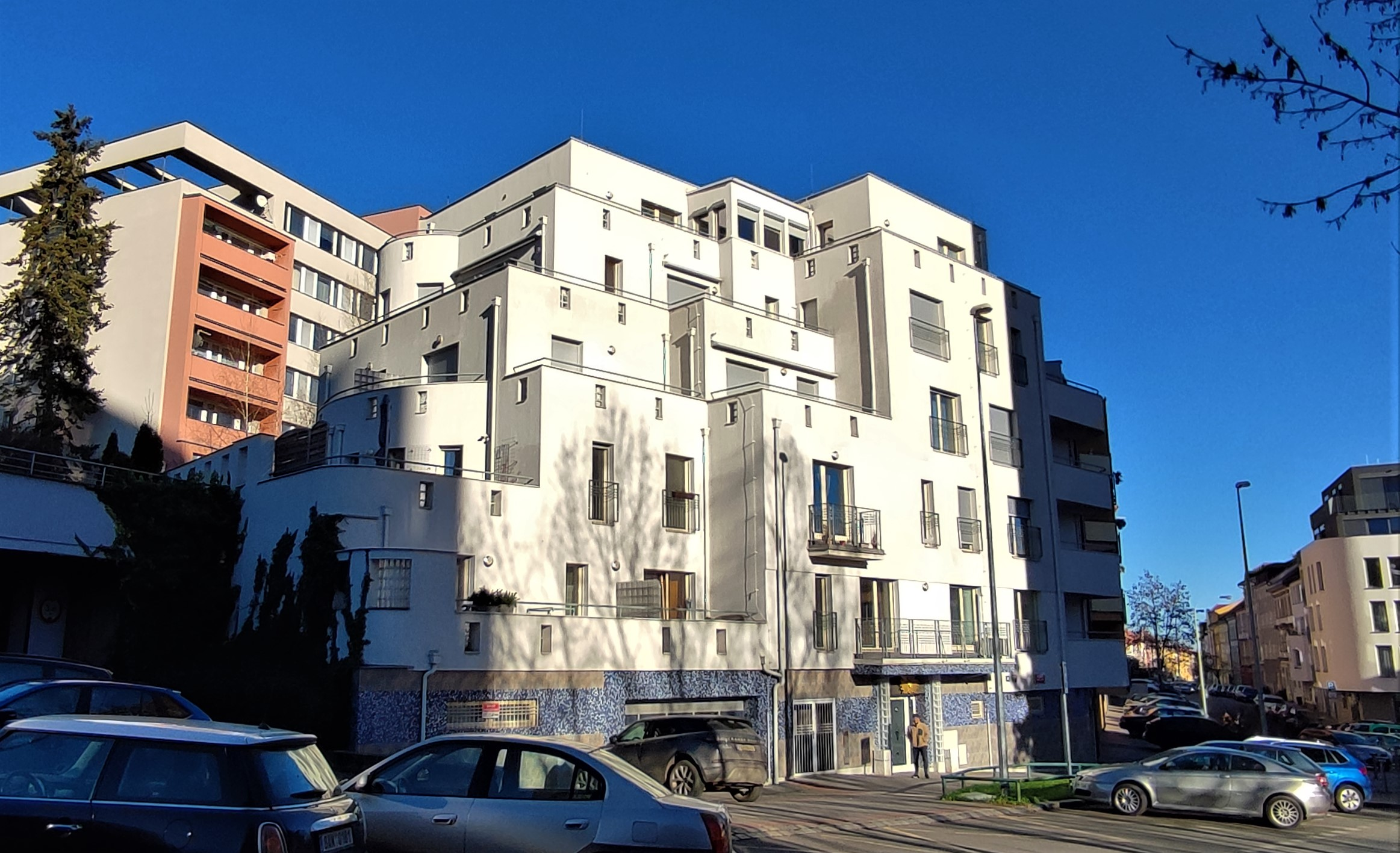
Dům v Radimově ulici 38 po přestavbě z roku 2018

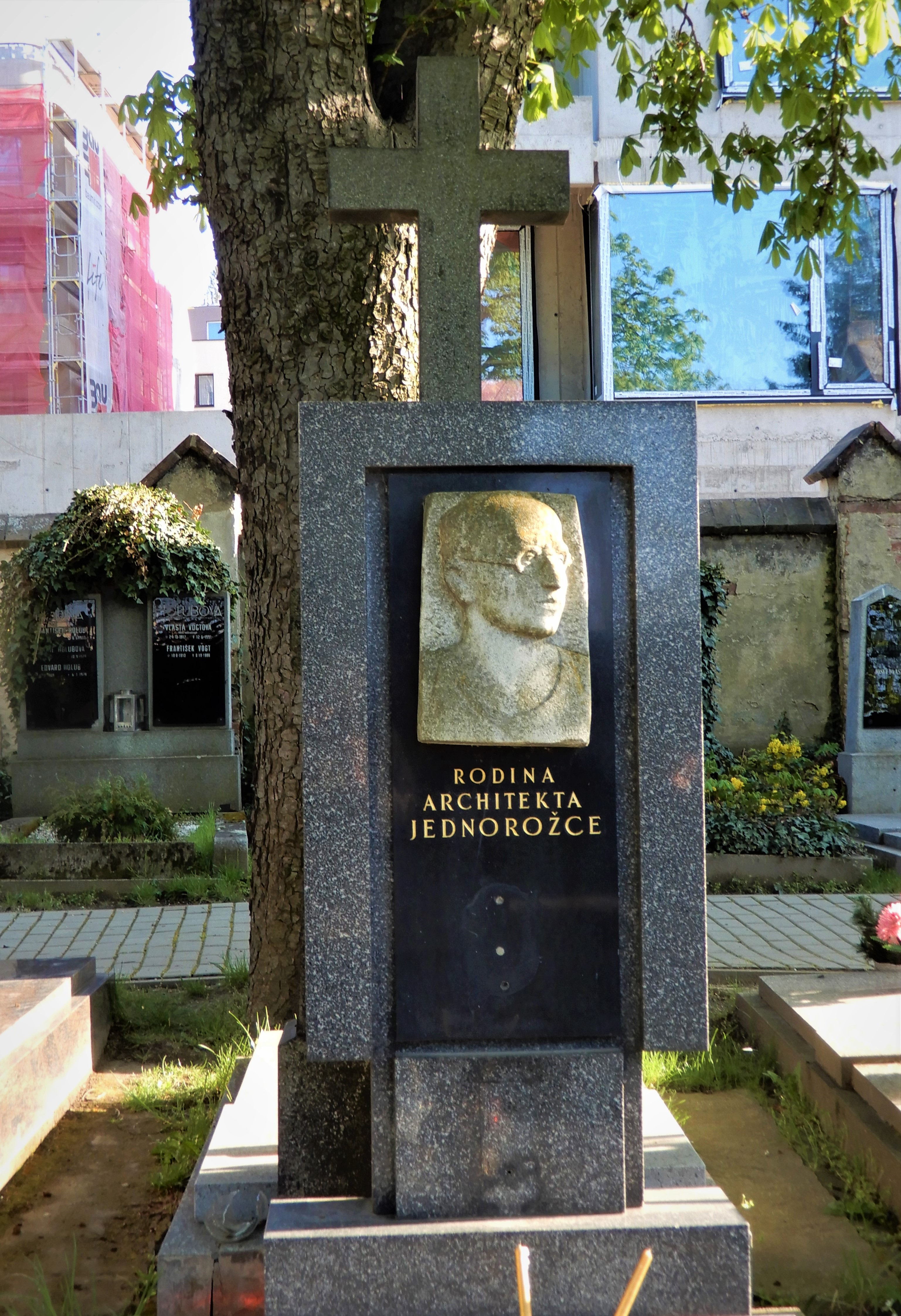
Hrob rodiny Antonína Jednorožce

- 1920–1921 Ústřední budova Ořechovka, Praha 6 – Střešovice, čp. 250, Na Ořechovce 30b (komplex tří objektů s obchody, kinem, restaurací, kavárnou, ordinací lékařů, knihovnou a poštou)[4]

Ze samostatných projektů se uvádí:
- 1924 Dvorní dílny u domu čp. 54 ve Střešovicích.
- 1925 Funkcionalistický rodinný dům čp. 622 s ordinací zubního lékaře O. Martínka v Boleslavově (nyní Radimově) ulici 38, v Praze - Břevnově; po přestavbě a dostavbě třetího a čtvrtého patra domu z roku 2018 se z původního objektu dochovala jen západní část s polokruhovým balkónem.[6]